# Chiesa di Santa Maria Addolorata (Onsernone)
La chiesa di Santa Maria Addolorata è un edificio religioso che si trova a Mosogno, frazione di Onsernone in Canton Ticino.

## Storia
Fu costruita nel 1684 con una pianta rettangolare e campanile a vela e restaurata nel 1890 e nel 1942.

## Descrizione
L'edificio è dotato di due cappelle laterali che ospitano quattro dipinti su tela del tardo Seicento, forse fiamminghi, dono degli emigrati nelle Fiandre: Sant'Antonio da Padova, Crocifissione, Madonna col Bambino e un angelo e San Guglielmo d'Aquitania al cospetto della Vergine Maria, donata alla chiesa nel 1692 da Guglielmo Ganzinotti. La chiesa ospita inoltre due opere di Emilio Maccagni: l'Ecce Homo sulla facciata (1946) e la Deposizione sulla parete sinistra. L'altare, decorato con una pala che rappresenta la Pietà e Scene della Passione di Cristo (realizzato da Pierre Bergaigne nel 1691 su commissione di Giovanni, Guglielmo, Giacomo e Giuseppe Ganzinotti), è realizzato in marmi palicromi, con un paliotto in scagliola settecentesco.